# Agudotherium
{{#ifeq:0|0|{{#if:Agudotherium gassenae|{{#if:|[[]}}|[[]]}}}}
Agudotherium — вимерлий рід прозостродонтових цинодонтів з пізньої тріасової формації Канделарія в басейні Парани на півдні Бразилії. Рід містить один вид Agudotherium gassenae. A. gassenae відомий за двома зразками, обидва складаються з часткової нижньої щелепи з зубами.

## Етимологія
Родова назва Agudotherium походить від муніципалітету Агудо, Ріо-Гранді-ду-Сул, де були виявлені скам’янілості, і грецького слова thērion (θηρίον), що означає «звір».